# غيون (شارع)
غِيون (祇園) هي منطقة في كيوتو شيدت في العصور الوسطى بجانب معبد ياساكا. تم بناءها لتكون بمثابة محطة للمسافرين وزوار المعبد. ثم تطورت في وقت لاحق لتصبح منطقة شعبية معروفة بالغيشا.

## غيشا غِيون

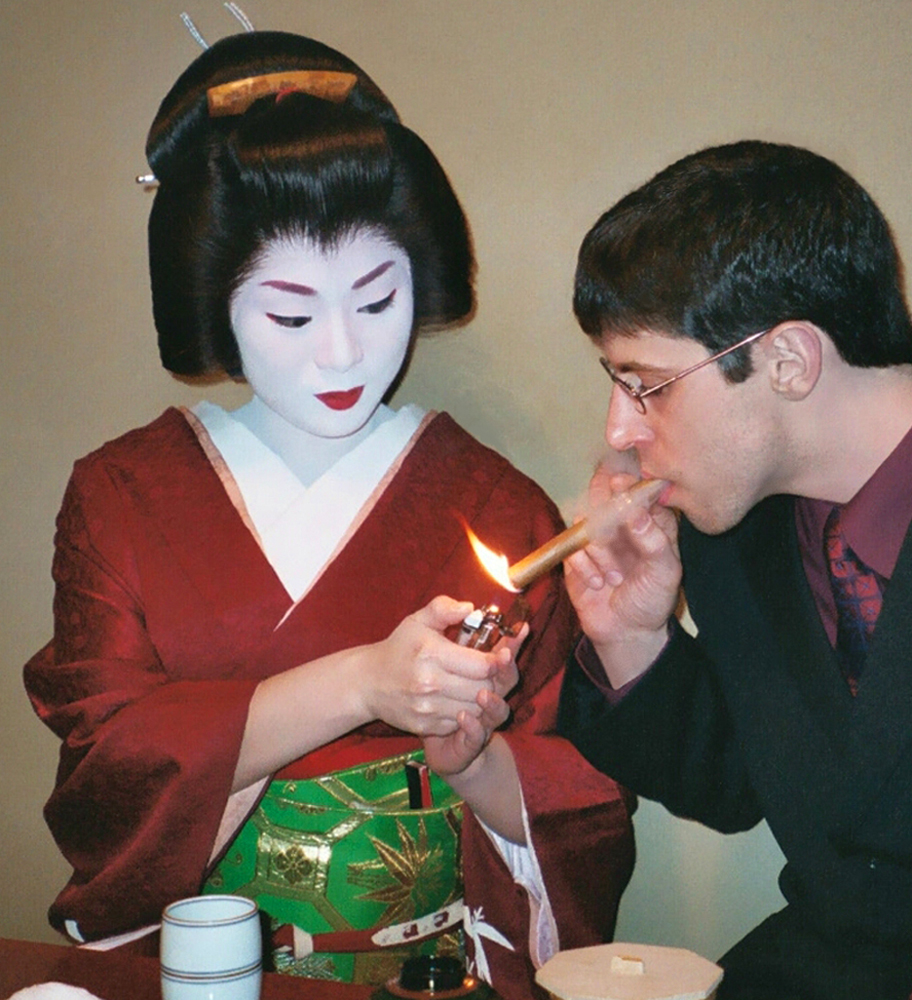
جييكو من غيون

الجيشا في منطقة غيون معروفات جيدًا بالمصطلح غايكو المحلي. في حين أن مصطلح الجيشا يعني «الفنان» أو «شخص الفنون»، فإن مصطلح الغايكو يعني بشكل خاص «طفل الفنون» أو «امرأة الفن». وهناك نوعان منالهاناماشي في كيوتو: غِيون كوبو (祇園甲部) وغِيون هيغاشي (祇園東). وعلى الرغم من الانخفاض الكبير في عدد الغيشا في منطقة غيون خلال القرن الماضي، فالمدينة لا تزال تشتهر بهندستها المعمارية والترفيهية التقليدية.
قيل في كثير من الأحيان أن منطقة غيون كانت معروفةً بجاذبيتها الجنسية. ولكن الجيشا ليسوا عاهرات بل فنانات. حيث كانتشيمابارا فقط ذات يوم منطقةالضوء الأحمر فيكيوتو. تقدم غايكو «غِيون كوبو» رقصاتهن السنوية في مياكو أودوري (都をどり) «رقصات أشجار الكرز المزهرة» أو «رقصة العاصمة القديمة». وتقام الرقصات سنويا من الأول إلى آخر شهر أفريل أثناء إزهار أشجار الكرز (ساكورا). ويحضر هذا الحدث العديد من اليابانيين والسائحين.

## الفن المعماري

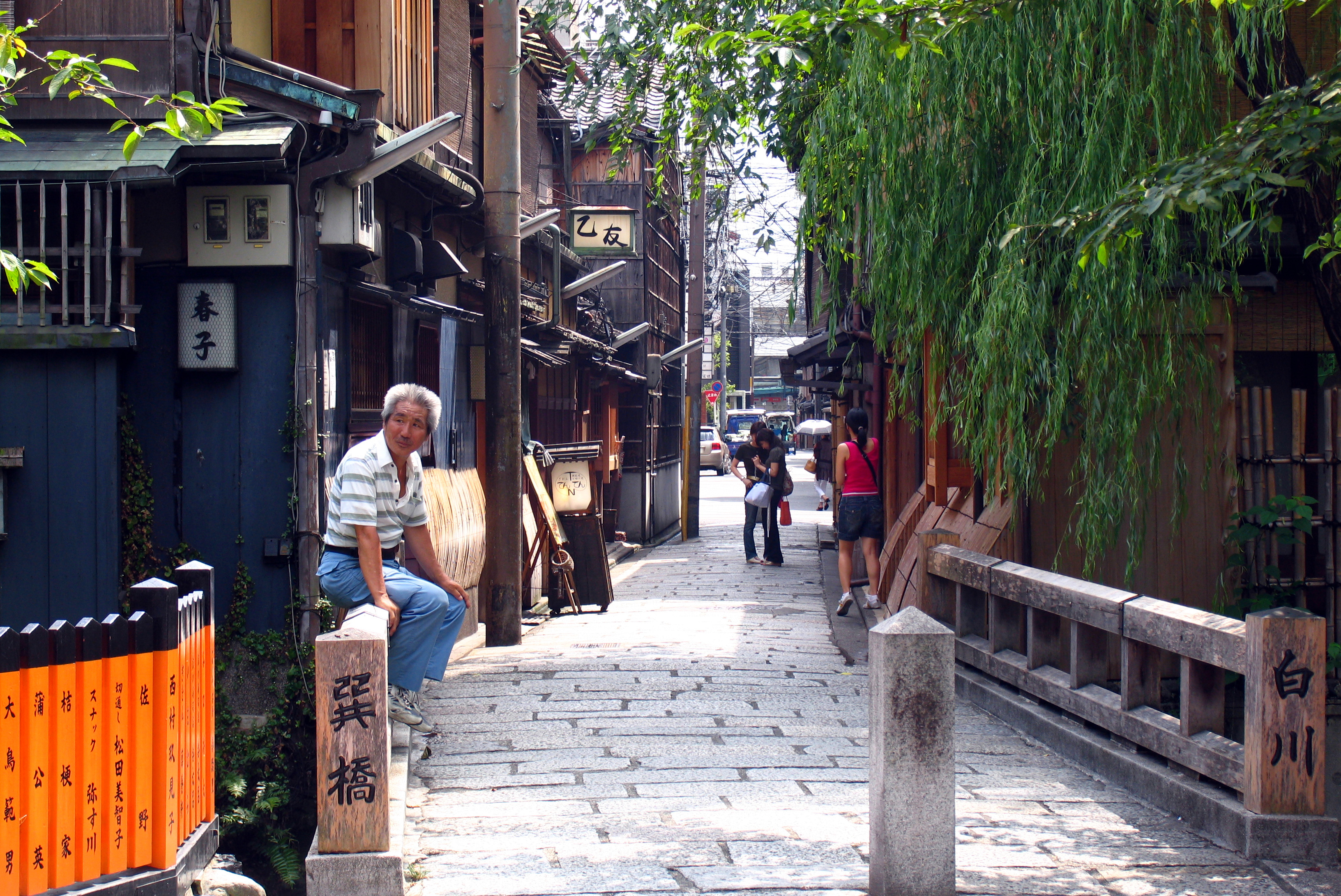
جيون

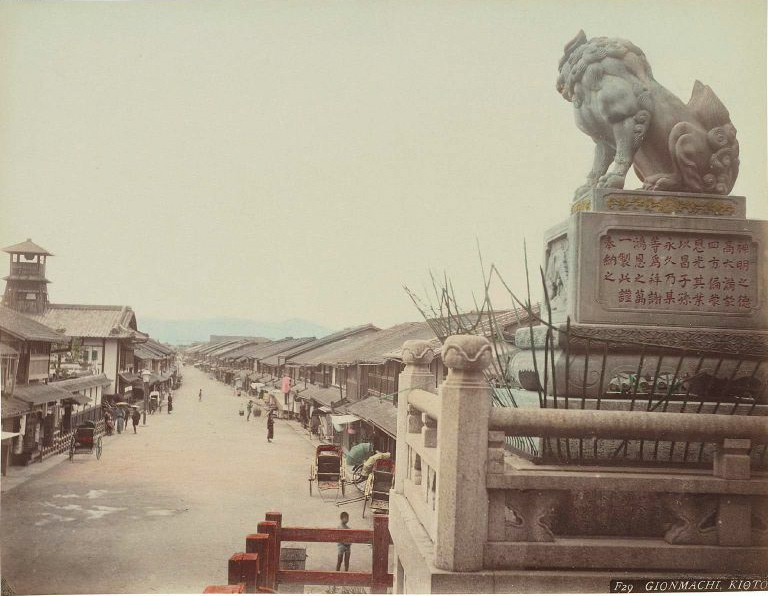
1886

تنتشر في مدينة جيون المنازل اليابانية التقليدية المسماةماشيا، وبمعنى «البيت الحضري»، بعضها منازل شايأوشايا (お茶屋). وهي منشآت تقليدية يتمتع فيها زبائن منطقة غيون (سابقًا الساموراي، والآن رجال الأعمال) بالترفيه برفقة الغايكو. داخلالأوشايا، يوجد عالم خاص حيث يمكن أن يشمل الترفيه المسائي الكوكتيلات والمحادثات والألعاب والموسيقى اليابانية التقليدية والأغاني والرقصات. وحتى اليوم، يمكن رؤيةالغايكو والمايكو (الجيشا المتدربة)، يرتدون ملابس تقليدية في المساء وخلال النهار كذلك في شوارع غِيون.
اليوم، تم تصنيف جزء من هذه المنطقة على أنها تراث تاريخي في اليابان. بحيث قامت مدينة كيوتو مؤخرًا بإصلاح شوارع جيون، ولا سيما عن طريق دفن كامل لشبكة الكهرباء والهاتف من أجل الحفاظ على جمال غِيون الأصلي.

## جيون في الثقافة الشعبية
- عاشت مينيكو إيواساكي في جيونكغايكو، كما يتضح من سيرتها الذاتية «حياتي كجيشا» .
- غيون هو المكان الذي تحدث فيه رواية"غيشا" لآرثر جولدن، المستوحاة من مينيكو إيواساكي.
- غيون موجود في العديد من أفلام كينجي ميزوغوشي:
  - La Fête à Gion (祇園祭 Gion Matsuri؟، 1933) ؛
  - Les Sœurs de Gion (祇園の姉妹 Gion no kyôdai؟، 1936) ؛
  - Les Musiciens de Gion (祇園囃子 Gion bayashi؟، 1953) ، طبعة جديدة من فيلمه عام 1933.
- يمكننا أيضًا العثور علىغيون على طراز ثلاثي الأبعاد في لعبة الفيديو توشيهيرو ناغوشي:ياكوزا كِنزان! .